# Età della pietra

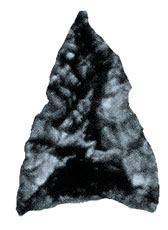
Punta di freccia in ossidiana

Nel sistema delle tre età in cui viene tradizionalmente suddivisa la preistoria-protostoria, l'espressione età della pietra si riferisce alla fase dell'evoluzione umana in cui si iniziarono a costruire e usare utensili ricavandoli da pietre, legno, corno, ossa e conchiglie animali.
La fine di questo periodo, protostoria, viene identificata nella nascita delle tecniche di lavorazione dei metalli, da cui prendono il nome le successive età del bronzo ed età del ferro. L'espressione non si riferisce a un periodo temporale specifico, ma a una fase dell'evoluzione umana, che giunse al proprio termine in momenti diversi ed ebbe caratteristiche specifiche diverse in diverse regioni del globo.
L'età della pietra, che va dalla comparsa dei primi ominidi (circa due milioni e mezzo di anni fa) all'8.000-5.000 a.C. (epoca in cui si iniziarono a forgiare i primi metalli), viene a sua volta tradizionalmente suddivisa nei tre periodi: Paleolitico, Mesolitico e Neolitico (e talvolta anche nei soli Paleolitico e Neolitico), in funzione delle tecniche predominanti di lavorazione dei materiali ed uso degli utensili.
Come il sistema delle tre età in generale, anche il concetto di età della pietra nacque storicamente nel contesto dello studio archeologico della storia dell'Europa, del mar Mediterraneo e del Medio Oriente e del Sud-est asiatico, e la sua applicabilità o utilità con riferimento ad altre zone del globo (per esempio alle Americhe o all'Australia) è controversa.

## Caratterizzazione temporale
L'inizio dell'"età della pietra" coincise con le prime migrazioni delle specie ominidi dalla savana africana verso l'Europa e il Medio Oriente, fra i 3 e 4 milioni di anni fa. La lavorazione dei metalli apparve in momenti diversi in diverse regioni (in genere intorno al VII millennio a.C. in Medio Oriente e al V in Europa e Africa settentrionale). Il passaggio dall'età della pietra all'età del bronzo fu in realtà un processo graduale; per esempio, "Ötzi", l'uomo mummificato del XXXIII secolo a.C., aveva con sé un'ascia di rame e un coltello di selce. Il periodo di transizione fra l'età della pietra e quella del bronzo viene anche detto età del rame o Calcolitico, e si sviluppò in modi e tempi molto diversi in diverse aree (anche in funzione della disponibilità locale di stagno).

## Lo sviluppo umano nell'età della pietra
L'età della pietra copre un immenso arco temporale, nel quale gli esseri umani dovettero adattarsi anche a importanti mutamenti climatici. Fu proprio durante l'età della pietra che gli uomini subirono l'evoluzione morfologica che portò alla specie Homo sapiens. A partire dal celebre saggio di John Lubbock Pre-historic Times (1865), questo lungo periodo viene suddiviso in tre fasi: Paleolitico, Mesolitico e Neolitico.

### Paleolitico

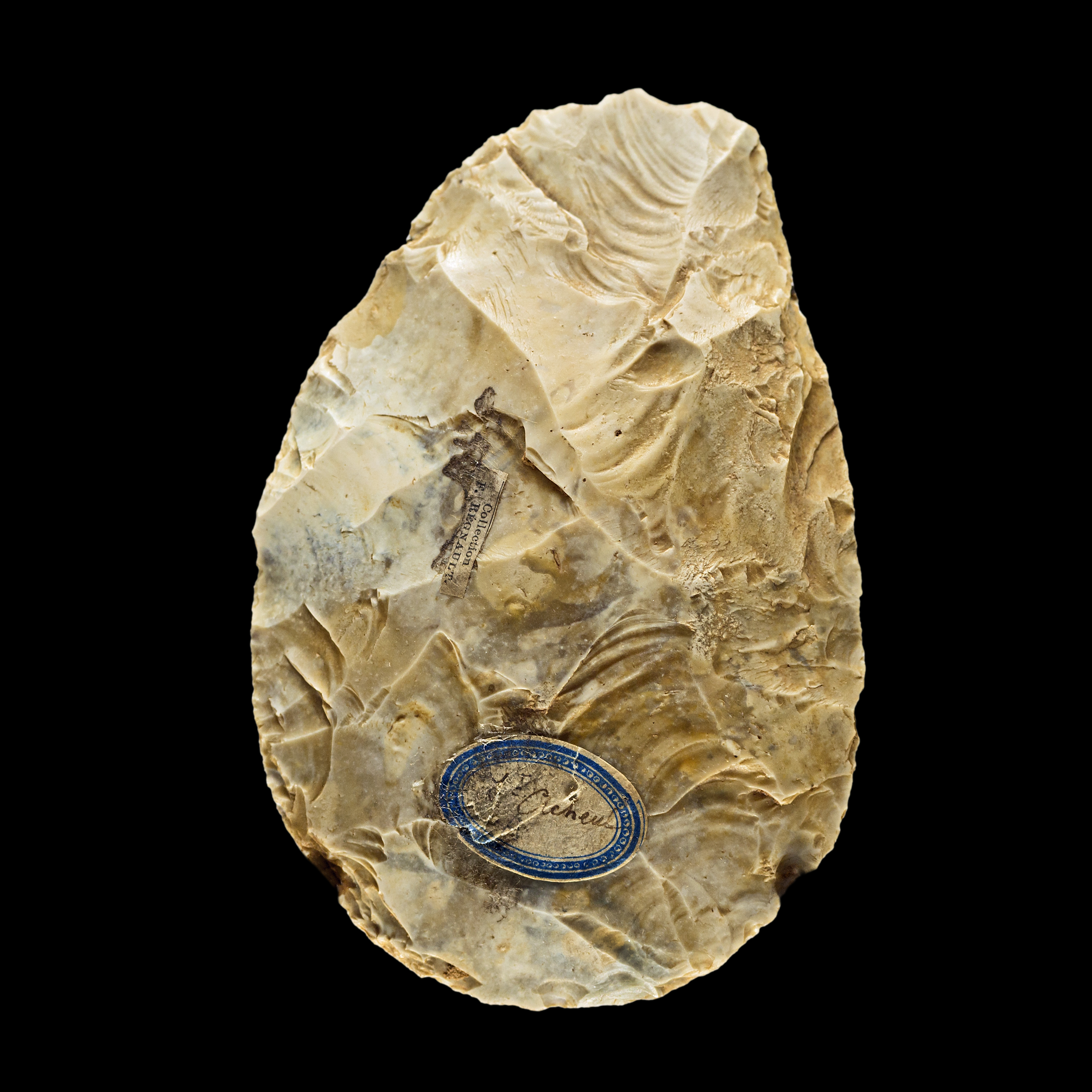
Ascia a mano acheuleana del Paleolitico inferiore

Il Paleolitico copre un periodo temporale che va da circa 2 milioni di anni fa fino alla fine del Pleistocene, 11.700 anni fa circa.
Il Paleolitico inferiore vide lo sviluppo di Homo habilis, verso la fine del Pliocene in Africa; questi antenati dell'uomo moderno svilupparono i primi utensili noti, i cosiddetti chopper di pietra. Il sito di Olduvai in Tanzania risale a quest'epoca. Circa un milione e mezzo di anni fa apparve Homo erectus, a cui si attribuisce la Scoperta del Fuoco. Costui raffinò la costruzione dei chopper, e si espanse verso l'Asia, come testimoniato dal sito di Zhoukoudian in Cina. A un milione di anni fa circa risalgono i primi reperti umani in Europa, e le prime testimonianze dell'uso dell'ascia a mano, un'evoluzione del chopper.
Il Paleolitico medio ebbe inizio circa 200.000 anni fa e viene ricordato soprattutto per l'avvento (e la successiva scomparsa) degli uomini di Neanderthal. All'epoca del Paleolitico di mezzo risalgono i primi esempi di arte preistorica.
Il Paleolitico superiore rappresenta il periodo da 35.000 a 10.000 anni fa (la fine dell'ultima glaciazione), durante il quale umani già morfologicamente moderni si diffusero per tutto il pianeta.

### Mesolitico

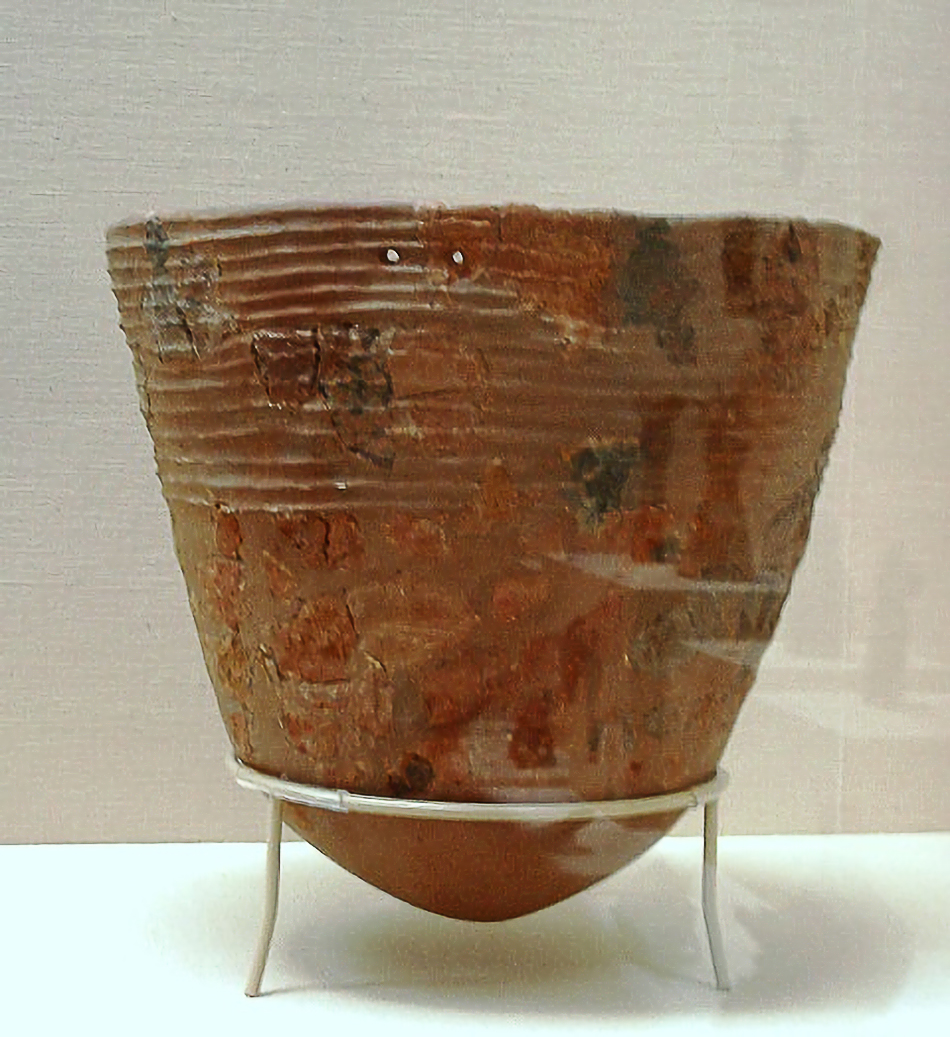
Il vasellame giapponese di Jōmon è fra i più antichi del mondo

Il Mesolitico prende avvio con la fine dell'ultima glaciazione (Würm), da 11.700 fino a 8.000 anni fa circa. È considerato un periodo di transizione tra il Paleolitico e la grande trasformazione che avverrà con il Neolitico.
L'uomo del Mesolitico vive sostanzialmente come nel Paleolitico, ma grandi mutamenti avvengono nell'ambiente naturale. In questo periodo, infatti, la fine della glaciazione Würm porta a un clima temperato in tutta Europa e a un graduale innalzamento del livello dei mari, con conseguenti trasformazioni del territorio che portano gli uomini a cercare nuove forme di sostentamento.
In questa fase vennero sviluppati utensili microlitici, che testimoniano una maggiore raffinatezza nella lavorazione dei materiali; presero forma insediamenti organizzati basati sulla pesca; e probabilmente in questo periodo avvenne l'addomesticazione del cane.

### Neolitico

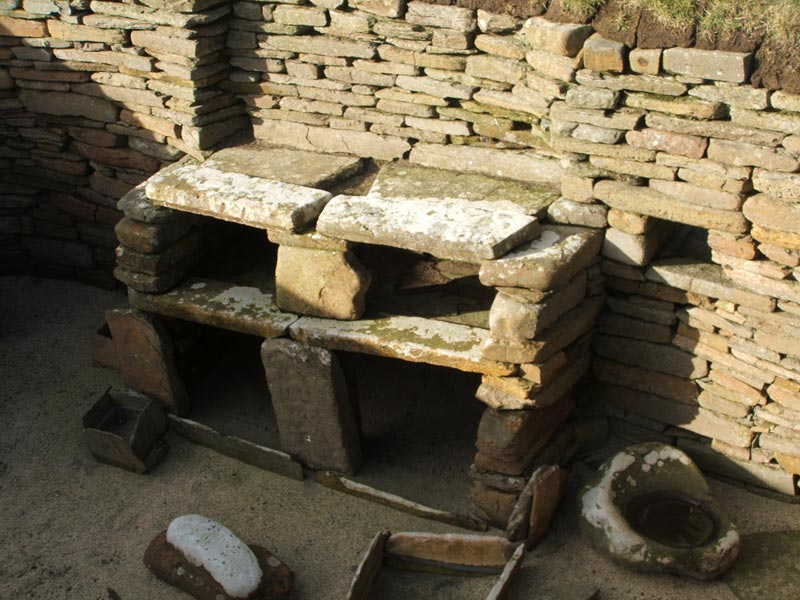
Il villaggio di Skara Brae, Scozia

Il Neolitico (8000-4000 anni fa) fu caratterizzato dalla nascita dell'agricoltura (la cosiddetta "rivoluzione neolitica"), lo sviluppo di tecniche per la realizzazione di vasellame di argilla, e la formazione di insediamenti più grandi e complessi, come Çatal Hüyük e Gerico. Le prime culture neolitiche apparvero intorno all'VIII millennio a.C. nella zona della cosiddetta Mezzaluna Fertile, per poi diffondersi verso il Mediterraneo, la valle dell'Indo, la Cina e il Sudest asiatico.
Lo sviluppo dell'agricoltura portò alla realizzazione di nuovi strumenti di pietra, inclusi utensili per arrotare lame e tagliare legna. In questo periodo furono anche erette le prime costruzioni di grandi dimensioni, incluse primitive torri e mura (per esempio quelle di Gerico) e luoghi di culto (per esempio Stonehenge). Queste opere testimoniano la capacità degli uomini dell'epoca di cooperare in grandi gruppi; è controverso se questo fatto, a sua volta, sia da considerarsi conseguenza dell'emergere di gerarchie sociali.
Nel Neolitico presero anche forma le prime attività commerciali, testimoniate dai ritrovamenti di materiali a centinaia di chilometri dal luogo di provenienza naturale. Il sito di Skara Brae, nelle isole Orcadi, a nord ovest della Scozia, rappresenta uno dei più importanti esempi di villaggio neolitico europeo. Vi si trovano letti di pietra, scaffali, e persino una rudimentale latrina collegata a un torrente.

## La vita dell'età della pietra
Nel Paleolitico e Mesolitico gli esseri umani furono cacciatori-raccoglitori. Erano apprezzate le interiora come fegato, reni e cervella. Più raro era il consumo di vegetali ricchi di carboidrati come legumi e cereali, e di latte animale. Secondo studi moderni, i due terzi del fabbisogno di calorie degli esseri umani dell'età della pietra era ricavato dalla carne. Si ritiene che il consumo di lipidi fosse paragonabile a quello odierno, ma con un diverso rapporto fra Omega-6 e Omega-3 (circa 3:1 contro il 12:1 dell'uomo moderno).
Verso la fine della glaciazione Würm (da 15.000 a 9.000 anni fa), un'estinzione su larga scala dei grandi mammiferi (la megafauna) ebbe luogo in Asia, Europa, Nordamerica e Australia. Questo evento costrinse gli esseri umani a una modifica radicale delle loro abitudini alimentari, portando all'avvento dell'agricoltura.

### Abitazioni e altre costruzioni
Le prime costruzioni degli uomini preistorici sono probabilmente quelle erette dall'Homo abilis, circa due milioni di anni fa, nell'Africa orientale; si trattava di semplici ripari di pietra e rami di alberi. Una disposizione circolare di pietre di questo tipo è stata trovata a Terra Amata, vicino a Nizza in Francia. Altre abitazioni primitive sono state trovate in diverse regioni del globo; tra le altre:
- una struttura simile a una tenda, in una caverna vicino alla grotte du Lazaret, sempre nella zona di Nizza;
- una struttura con un tetto sostenuto da tronchi, con muri di argilla e pietra, a Dolní Věstonice, Cecoslovacchia, datato intorno al XXIII millennio a.C.;
- capanne fatte con ossa di mammuth in diverse zone dell'Europa orientale e della Siberia (le popolazioni che realizzarono queste costruzioni erano specializzate nella caccia al mammuth); erano presenti nella valle del Dniepr in Ucraina, nella Moravia e nella Polonia meridionale;
- tombe megalitiche suddivise in stanze e dolmen erano realizzate sovrapponendo grandi massi; costruzioni di questo tipo sono diffuse in tutta Europa. In alcune di queste tombe sono stati trovati strumenti di rame e bronzo (a dimostrazione dell'impossibilità di suddividere in modo netto le "tre età").

### Arte

#### Incisioni rupestri
Le incisioni rupestri o graffiti, apparse nel neolitico, sono immagini incise sulla pietra con rudimentali scalpelli o altri utensili del genere. Molti esempi di graffiti sono disegni astratti o simbolici, che svolgevano forse un ruolo di comunicazione concettuale prima dell'avvento della scrittura. Ne sono stati trovati esempi in Asia (per esempio a Bhimbetka in India), Nordamerica (nella valle della Morte), Sudamerica (Cumbe Mayo, Perù) ed Europa (per esempio le incisioni rupestri di Alta in Norvegia e Svezia) sebbene il più vasto sito continentale di incisioni rupestri si trovi anche in Italia, in val Camonica, opera del popolo dei Camuni.

#### Pittura rupestre

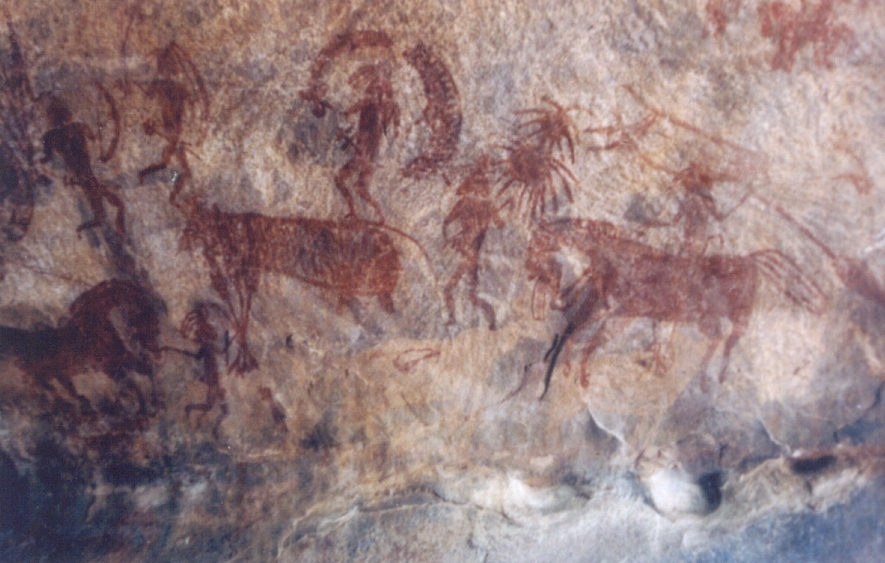
Pitture rupestri a Bhimbetka in India

Le pitture rupestri, in genere eseguite sulle pareti delle caverne, erano tipicamente immagini più naturalistiche rispetto ai graffiti. Nel Paleolitico non erano rappresentati gli animali di cui gli esseri umani si cibavano (per esempio nella grotta di Lascaux frequentata da cacciatori di renne, non ci sono rappresentazioni di questi animali), ma quelli che potevano rappresentare ideali di forza (per esempio rinoceronti e grandi felini, come nella grotta di Chauvet, ma soprattutto animali suggeriti dalla conformazione delle rocce nelle caverne). Gli animali non venivano rappresentati nel paesaggio in cui vivevano, mancano infatti gli alberi, le tane, ma la natura veniva immaginata e suggerita proprio dalla conformazione delle rocce, con cui gli artisti paleolitici hanno giocato per dare rilievo e profondità alle loro opere. Per lo studioso Denis Vialou questa separazione degli animali dai loro territori indica un'astrazione figurativa dell'arte del Quaternario dove la natura è sottintesa come orizzonte immaginario. Inoltre l'adattare le figurazioni alla forma delle sale e delle gallerie delle grotte, ai loro volumi rocciosi, alle fessure della roccia, risponde al desiderio di animare le grotte. Le grotte profonde erano illuminate con lucerne in pietra (ne sono state ritrovate 34 a Lescaux con residui di combustione di ginepro e resine fossili), con torce e venivano accesi fuochi. Secondo Lorblanchet quello che prendeva vita era il tempo psichico e culturale dei gruppi che le frequentavano: le immagini evocate dalle raffigurazioni forse esprimevano le visioni cosmologiche dei loro creatori, probabilmente la memoria culturale delle genti che per lunghissimi tempi le hanno frequentate.
Talvolta venivano anche tracciati semplici segni e singoli punti. I soggetti umani sono più rari, ad eccezione delle rappresentazioni delle vulve femminili; in alcuni siti, soprattutto Magdaleniani, intorno al 18.000 a.C., sono state trovate rappresentazioni di figure metà uomo e metà animale, che sono state interpretate come stregoni. Una rappresentazione umana stilizzata diffusa in diverse regioni del mondo è anche l'impronta della mano (intinta nella pittura e poi appoggiata alla parete rocciosa). Le più importanti pitture rupestri ritrovate sono probabilmente quelle della Grotta Chauvet, nel dipartimento francese di Ardèche; sono datate intorno al XXXI millennio a.C. Celebri sono anche le pitture rupestri della grotta di Altamira, in Spagna (fra 14.000 e 12.000 anni a.C.), in cui appaiono, tra l'altro, i bisonti, e le grotte di Lascaux, in Dordogna, dette la "Cappella Sistina della preistoria" per la ricchezza delle pitture (15000-10000 a.C.). Al periodo Neolitico [tra i 6.000 e i 5.000 addietro] appartiene il grande complesso di pitture parietali della grotta dei Cervi di Porto Badisco [Italia], scoperta nel 1970, comprendente un eccezionale repertorio iconografico in quanto nuove formule grafiche e nuovi modelli pittorici, estetici, concettuali, ne fanno la manifestazione pittorica parietale più importante di questo periodo in Europa. Espressione pittorica di civiltà agricolo-pastorali, nella grotta sono presenti immagini figurative di scene di caccia al cervo, tendenti ad un accentuato schematismo, ed in prevalenza pittogrammi, in ocra rossa e guano nero subfossile di pipistrello, raffigurati in forme geometriche emblematico-astratte, a carattere simbolico, mitico-magico, sostanzialmente di difficile quanto impossibile decifrazione, anche se alcuni di essi ricorrono in tutto il mondo arcaico.
L'esempio più notevole di pitture rupestri del Mesolitico sono i "guerrieri in marcia" a Cingle de la Mola, Provincia di Castellón (Spagna) (7000-4000 a.C.), realizzati probabilmente sputando i pigmenti colorati sulla roccia.
Nella maggior parte dei casi, le pitture non si trovano in aree abitate; il loro significato rimane ignoto, ma si è ipotizzato che fossero create durante rituali stagionali.

### Rituali e credenze religiose
I moderni studi sui reperti dell'età della pietra hanno rafforzato l'ipotesi che gli uomini preistorici si dedicassero a un certo numero di attività non correlate con il procacciamento del cibo o altri scopi pratici, e probabilmente dotate di valenza rituale e proto-religiosa. Oltre alle forme d'arte menzionate sopra, è probabile che venissero praticati riti funebri, danze e riti di iniziazione.

## Culture dell'età della pietra esistenti
Parte delle teorie sviluppate dagli studiosi circa le abitudini e la cultura degli uomini dell'età della pietra derivano anche dallo studio antropologico di popolazioni esistenti che non sono mai giunte a conoscere l'uso del metallo (o vi sono giunte solo alla fine del XX° secolo in seguito al contatto con altre culture). Esempi di popolazioni di questo tipo si trovano in Papua Nuova Guinea, nelle isole Andamane e Nicobare, in India, in Africa e in Sudamerica.

## L'età della pietra nella cultura di massa
In senso informale, l'espressione "età della pietra" viene spesso usata per riferirsi a popoli o gruppi di persone che vivono in condizioni relativamente primitive. La frase inglese "bomb them back into the Stone Age" ("bombardarli fino a farli tornare all'età della pietra") si riferisce a un attacco militare massiccio con distruzione di tutte le infrastrutture su cui si basa la tecnologia moderna.
Nell'immaginario collettivo l'età della pietra viene spesso associata allo stereotipo del cavernicolo, rappresentato per esempio dai personaggi dei fumetti di B.C. o dei cartoni animati degli Antenati.
L'episodio "L'età preisterica" della serie A tutto reality - Azione! si basa sull'età della pietra.
Il brano Gugù, bambino dell'età della pietra dello Zecchino d'Oro 1976 parla di un bambino cavernicolo di nome Gugù.